# North Queensland Stadium
O North Queensland Stadium, comercialmente Queensland Country Bank Stadium, é um estádio localizado na cidade de Townsville, estado de Queensland, na Austrália. Foi inaugurado em 2020 e tem capacidade para 25 mil pessoas, sendo usado para jogos de rugby league, é a casa do time North Queensland Cowboys da NRL.